# Kim Jung-hwan
Kim Jung-hwan (kor.: 김 정환, ur. 2 września 1983 w Seulu) – południowokoreański szablista, czterokrotny medalista olimpijski i wielokrotny medalista mistrzostw świata.
W 2012 roku wystartował na igrzyskach olimpijskich w Londynie, gdzie sięgnął po złoty medal w drużynie, którą tworzyli również Gu Bon-gil, Won Woo-young i Oh Eun-seok. Na tej samej imprezie Kim odpadł w trzeciej rundzie rywalizacji indywidualnej. Na rozgrywanych cztery lata później igrzyskach olimpijskich w Rio de Janeiro był trzeci w rywalizacji indywidualnej, ustępując tylko Węgrowi Áronowi Szilágyiemu i Darylowi Homerowi z USA. Podczas igrzysk olimpijskich w Tokio Koreańczycy w składzie: Kim Jung-hwan, Oh Sang-uk, Gu Bon-gil i Kim Jun-ho ponownie zdobyli złoto, a Kim wywalczył także brązowy medal indywidualnie. 
Kilkukrotnie zdobywał medale mistrzostw świata w drużynie, w tym złote na MŚ w Lipsku (2017), MŚ w Wuxi (2018) i MŚ w Kairze (2022), srebrny podczas MŚ w Kazaniu (2014) oraz brązowy na MŚ w Budapeszcie (2013). Zdobył także złoty medal indywidualnie na MŚ w Wuxi (2018), pokonując w finale Eliego Dershwitza z USA.
Na igrzyskach azjatyckich w Kantonie (2010) zdobył srebrny medal drużynowo. Następnie na igrzyskach azjatyckich w Inczon (2014) wywalczył srebro indywidualnie i złoto drużynowo. Ponadto zdobył drużynowo złote medale na igrzyskach azjatyckich w Dżakarcie (2018) i igrzyskach azjatyckich w Hangzhou (2022).
Ma w dorobku medale mistrzostw Azji i uniwersjady.
W 2007 roku zwyciężył w turnieju: "O Szablę Wołodyjowskiego" w Warszawie.